# Hémoglobine (film)
Pour les articles homonymes, voir Bleeders et Hémoglobine (homonymie).
Hémoglobine (sorti sous le titre Bleeders (« Saigneurs ») aux États-Unis, The Descendant à la télévision américaine et Hemoglobin en Grande-Bretagne) est un film d'horreur américano-canadien inspiré d'une nouvelle de H. P. Lovecraft, réalisé par Peter Svatek et sorti en 1997.

## Synopsis
John Strauss et son épouse Kathleen tentent de comprendre la maladie du sang extrêmement rare dont souffre le premier. Ils se retirent sur une île où John doit faire une cure et font la connaissance du docteur Marlowe, que le cas de John intéresse. Ils ne savent pas que l'endroit est habité par la famille  Van Dam, créatures mutantes que des siècles de consanguinité ont rendues difformes et assoiffées de sang. De plus les Van Dam sont hermaphrodites et se reproduisent donc seuls, mais ils ont besoin de chair humaine - morte ou vive - pour s'alimenter.
John finit par découvrir qu'il est un Van Dam, mais étant né avec une apparence ordinaire, il a pu quitter l'île et se mélanger à la société. Sa maladie est due au fait qu'il a besoin de consommer de la chair humaine et avoir des rapports incestueux pour rester en bonne santé.

## Fiche technique
- Titre : Hémoglobine
- Titre original : Bleeders
- Réalisation : Peter Svatek
- Scénario : Charles Adair, Dan O'Bannon et Ronald Shusett, d'après la nouvelle La peur qui rôde, de H.P. Lovecraft
- Production : Julie Allan, John Buchanan, Ed Elbert, Gary Howsam et Pieter Kroonenburg
- Sociétés de production : Fries/Schultz Film Group et Kingsborough Greenlight Pictures
- Budget : 8 millions de dollars (5,15 millions d'euros)
- Musique : Alan Reeves
- Photographie : Barry Gravelle
- Montage : Heidi Haines
- Décors : Michel Proulx
- Costumes : Claire Nadon
- Pays d'origine : Canada, États-Unis
- Format : Couleurs - 1,66:1 - Dolby - 16 mm / 35 mm
- Genre : Horreur
- Durée : 89 minutes
- Dates de sortie :
  -  Italie : 31 juillet 1997
  -  États-Unis : 13 octobre 1998

## Distribution
- Gillian Ferrabee : Eva Van Daam / son frère jumeau / la sœur jumelle de John
- Pascal Gruselle : Vermeer
- Roy Dupuis : John Strauss
- Kristin Lehman : Kathleen Strauss
- John Harold Cail : Ferryman
- Joanna Noyes : Byrde Gordon
- Felicia Shulman : Yolanda
- Janine Theriault : Alice Gordon
- Michelle Brunet : Ramona
- David Deveau : Ben
- Spencer Evans : Squeakie
- Rutger Hauer : le docteur Marlowe
- Carmen Ferland : Mme Shea
- Leni Parker : Baby Laura
- Lisa Bronwyn Moore : Toot

## Production

### Lieux de tournage
Le tournage s'est déroulé sur l'île de Grand Manan, au Canada.

## Distinctions
- Nomination au prix du meilleur film, lors du festival Fantasporto en 1998.

## Autour du film
- La nouvelle de H.P. Lovecraft avait déjà été portée à l'écran par C. Courtney Joyner avec Lurking Fear (1994).
- La même année, le réalisateur Peter Svatek avait déjà dirigé Rutger Hauer dans The Call of the Wild: Dog of the Yukon (1997), adaptation télévisée du roman L'Appel de la forêt (1903) de Jack London.